# جان لوي بونس
جان لوي بونس (بالإنجليزية: Jean-Louis Pons)‏ (و. 1761 – 1831 م) هو عالم فلك من Absolute monarchy in France .
توفي في فلورنسا، عن عمر يناهز 70 عاماً.

## جوائز
حصل على جوائز منها:
- Lalande Prize [الإنجليزية]‏.